# Hội đồng Dân tộc Algérie
Hội đồng Dân tộc (majlis al'umm) là thượng viện của Nghị viện Algérie. Hội đồng bao gồm 144 thành viên, 2/3 được bầu gián tiếp và 1/3 được tổng thống bổ nhiệm.
Abdelkhader Bensalah được bầu làm Chủ tịch Hội đồng Dân tộc từ 2/7/2002, tái đắc cử 11/11/2007 và 10/1/2008.
Zohra Drif được bầu làm Chủ tịch Hội đồng Dân tộc từ 10/9/2002, tái đắc cử 7/3/2007 và 8/3/2008.

## Thành phần
Hội đồng gồm 144 thành viên:
- 96 được bầu gián tiếp và bí mật (2/3);
- 48 bổ nhiệm bởi Tổng thống Cộng hòa (1/3)

## Bầu cử
Có 48 khu vực bầu cử, mỗi khu vực gồm 2 ghế, tương ứng với số lượng wilayas (= tỉnh) của đất nước.
Các cuộc bầu cử được tổ chức 2 vòng theo đa số và từ đoàn cử tri gồm hội đồng nhân dân wilaya và hội đông nhân dân xã (tương ứng 15,000 thành viên).
Điều kiện:
- ít nhất 40 tuổi.

Nhiệm kỳ sáu năm. Viện được bầu lại 1/2 mỗi 3 năm.

## Đoàn Chủ tịch
- Chủ tịch: Abdelkader Bensalah
- Phó Chủ tịch: Zohra Drif
- Phó Chủ tịch: Kamel Bounah